# Ryski Uniwersytet Techniczny

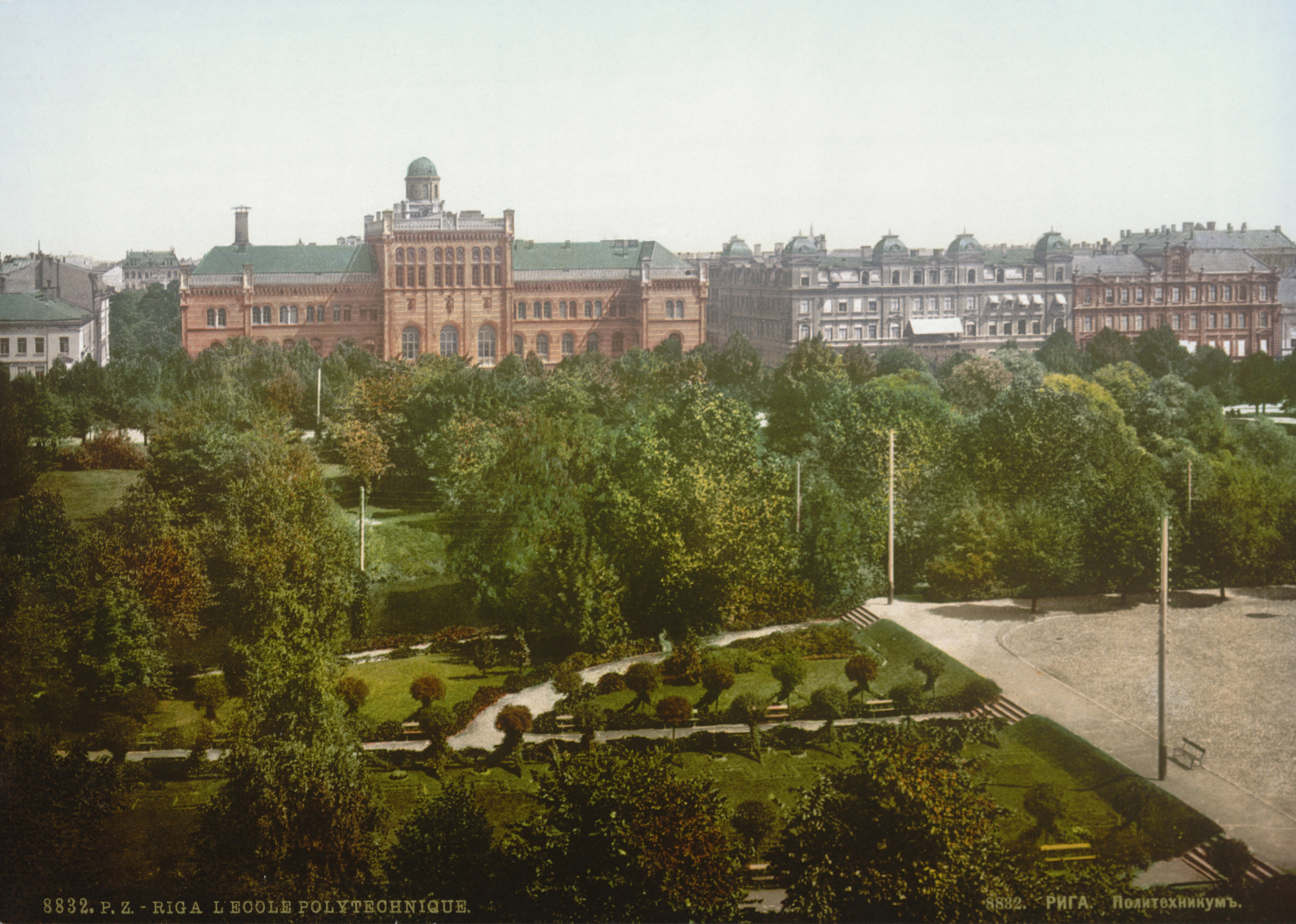
Gmach Politechniki pod koniec XIX wieku, obecnie siedziba Uniwersytetu Łotwy

Ryski Uniwersytet Techniczny (łot. Rīgas Tehniskā universitāte) – wyższa szkoła techniczna na Łotwie, wcześniej działająca pod nazwą Politechniki Ryskiej (1862–1918).

## Historia
Polytechnikum zu Riga została założona w 1862 jako pierwsza uczelnia techniczna na terenie imperium Romanowów. Kształciła przyszłych agronomów, chemików, inżynierów lądowych, inżynierów mechaników, architektów i handlowców. Zajęcia odbywały się w języku niemieckim. W 1896 zmieniono nazwę uczelni na Ryski Instytut Politechniczny (ros. „Рижский политехнический иститут”, РПИ) – od tego czasu językiem wykładowym był rosyjski. Politechnika Ryska zapoczątkowała bardzo liberalną politykę edukacyjną, nie wprowadzając żadnych ograniczeń narodowościowych. Wolność ta poskutkowała m.in. utworzeniem w 1865 niemieckiej kroporacji akademickiej Fraternitas Baltica, a w 1879 i 1883 odpowiednio polskich korporacji Arkonia i Welecja.
W czasie I wojny światowej szkoła była ewakuowana do Moskwy i działała tam do 1918 kiedy to została ostatecznie rozwiązana. W 1919 roku na bazie Politechniki Ryskiej powołano Uniwersytet Łotwy, który przejął też budynek politechniki.

### Polacy na Politechnice Ryskiej
Polacy od początku istnienia Politechniki do jej kresu w 1918 stanowili w różnych latach od 25% do blisko 50% słuchaczy uczelni. Gustav von Kiesieritzky, dyrektor Politechniki w latach 1875–1885 tak odniósł się do obecności Polaków na uczelni: Politechnika bałtycka powinna właściwie nazywać się Polentechnikum, bowiem Polacy dominują na niej nie tylko pod względem liczebności, lecz również pod względem postępów w nauce. Drugi superlatyw dotyczył faktu, że Polacy zdobywali najwięcej złotych medali za wyniki w nauce.
Polacy z Politechniki Ryskiej powołali do życia dwie wsławione w kształtowaniu patriotyzmu i postaw moralnych korporacje polskie – Arkonię i Welecję.
Wśród polskich studentów i absolwentów Politechniki były takie znakomitości jak:

- Bruno Abakanowicz
- Władysław Anders
- Tomasz Andrycz
- Michał Benisławski
- Konrad Billewicz
- Józef Budkiewicz
- Romuald Adam Cebertowicz
- Stanisław Antoni Chaniewski
- Seweryn Czetwertyński
- Henryk Czopowski
- Alfons Fischer
- Ludwik Garbowski
- Rudolf Gundlach
- Gustaw Aleksander Hantke
- Ferdynand Hoesick
- Mieczysław Jałowiecki
- Stanisław Janicki
- Alwill Jankau
- Zygmunt Leszczyński
- Kazimierz Kühn
- Napoleon Liberys
- Stanisław Wilhelm Lilpop
- Franciszek Lilpop
- Zdzisław Ludkiewicz
- Józef Mikułowski-Pomorski
- Ignacy Mościcki
- Edward O’Rourke
- Jerzy Osmołowski
- Dominik Ludwik Pawlikowski
- Aleksander Rothert
- Czesław Skotnicki
- Anna Sokołowa
- Wacław Szpakowski
- Józef Tuliszkowski
- Stanisław Turczynowicz
- Aleksander Zasztowt
- Jan Zawidzki
- Jerzy Aleksander Zawisza

## Ryski Uniwersytet Techniczny
Ryski Instytut Politechniczny został powołany 40 lat po likwidacji Politechniki Ryskiej w roku 1958 na bazie technicznych wydziałów Uniwersytetu Łotwy. W 1983 otrzymał imię Arvīdsa Pelše, które nosił do 1990, kiedy to uczelnia przyjęła obecną nazwę. Ryski Uniwersytet Techniczny określa się jako kontynuator tradycji Politechniki Ryskiej.
Składa się z ośmiu wydziałów:
- Wydział Architektury i Planowania Miast (Arhitektūras un pilsētplānošanas fakultāte)
- Wydział Budownictwa (Būvniecības fakultāte)
- Wydział Nauk Komputerowych i Technologii Informacyjnej (Datorzinātnes un informācijas tehnoloģijas fakultāte)
- Wydział Energetyki i Elektrotechniki (Enerģētikas un elektrotehnikas fakultāte)
- Wydział Elektroniki i Telekomunikacji (Elektronikas un telekomunikāciju fakultāte)
- Wydział Ekonomii Inżynieryjnej (Inženierekonomikas fakultāte)
- Wydział Nauki o Materiałach i Chemii Stosowanej (Materiālzinātnes un lietišķās ķīmijas fakultāte)
- Wydział Transportu (Transporta un mašīnzinību fakultāte)

W 2003 studiowało tu ponad 17 tys. osób.
Wśród innych absolwentów znajdują się: Fridrich Cander, Wilhelm Ostwald, Paul Walden, Arturs Alberings, Paul Mandelsztam, Vilhelms Munters.